# Acrobrycon tarijae
Acrobrycon tarijae és una espècie de peix de la família dels caràcids i de l'ordre dels caraciformes.

## Morfologia
- Els mascles poden assolir 6,4 cm de llargària total.[4]

## Hàbitat
Viu en zones de clima tropical.
Es troba al sud de Bolívia (Tarija) i nord de l'Argentina (Província de Salta i Jujuy).